# IMac G5
L'iMac G5 era un ordinador d'escriptori Apple Macintosh dissenyat i construït per Apple utilitzant l'arquitectura PowerPC. Aquesta va ser l'última línia d'ordinadors iMac que utilitzava el processador PowerPC, fent-lo l'últim dels iMacs que podia executar Mac OS 9 (aplicacions Classic). L'agost del 2004, el disseny del iMac va ser revisat. Aquest cop, va ser llençat i venut amb el processador PowerPC 970 i va ser utilitzat a la línia Power Macintosh G5. Un fet que el va fer famós, va ser que el Power Macintosh G5 necessitava diversos ventiladors en una gran caixa, a causa d'una major producció de calor a partir del PowerPC 970. El nou disseny d'Apple pel iMac s'encarregava d'incorporar el PowerPC 970 dins d'un disseny tot en un amb un factor distintiu que feia ressò de Netpliance i-Opener internet appliance. El nou disseny del iMac era utilitzat tant pels models de 17" i 20" pantalles LCD, amb tots els components bàsics de la placa i unitat òptica muntats directament prop del panell LCD; Aquest fet donava l'aparença d'un ordinador d'escriptori LCD realment prim.
L'iMac G5 va ser actualitzat l'octubre de 2005 amb un disseny encara més prim, una webcam muntada a la pantalla LCD, i una interfície multimèdia d'Apple Front Row. Aquesta versió va retrocedir una mica enrere i no tenia la VESA Flat Display Mounting Interface del nou iMac G5.
Hi ha molts informes a Internet enviats pels consumidors que enllacen a l'iMac G5 quant a les qüestions del sobreescalfament més típicament relacionades amb la mala capacitor plague afectant tant a la primera com a la segona generació de les plaques mare de l'iMac G5, i a les unitats d'alimentació. També, alguns usuaris van informar del "mode aspirador", on l'iMac G5 pita tres cops i el ventilador del processador va a tota velocitat, també deguts a problemes amb el programari. També hi havia un problema a la unitat SuperDrive interna, que podia llançar els discs en lloc d'expulsar-los, deguts a problemes a la unitat bezel. El possible que hi hagi defectes fent que la màquina pugui esdevenir inútil pel que fa als danys que es pugui produir, com una placa lògica cremada, fum a la font d'alimentació, i altres errors als components interns. Apple ha ampliat les garanties sobre els números de sèrie d'alguns models d'iMac G5, però no ha proporcionat cap recompte general.

## Especificacions tècniques

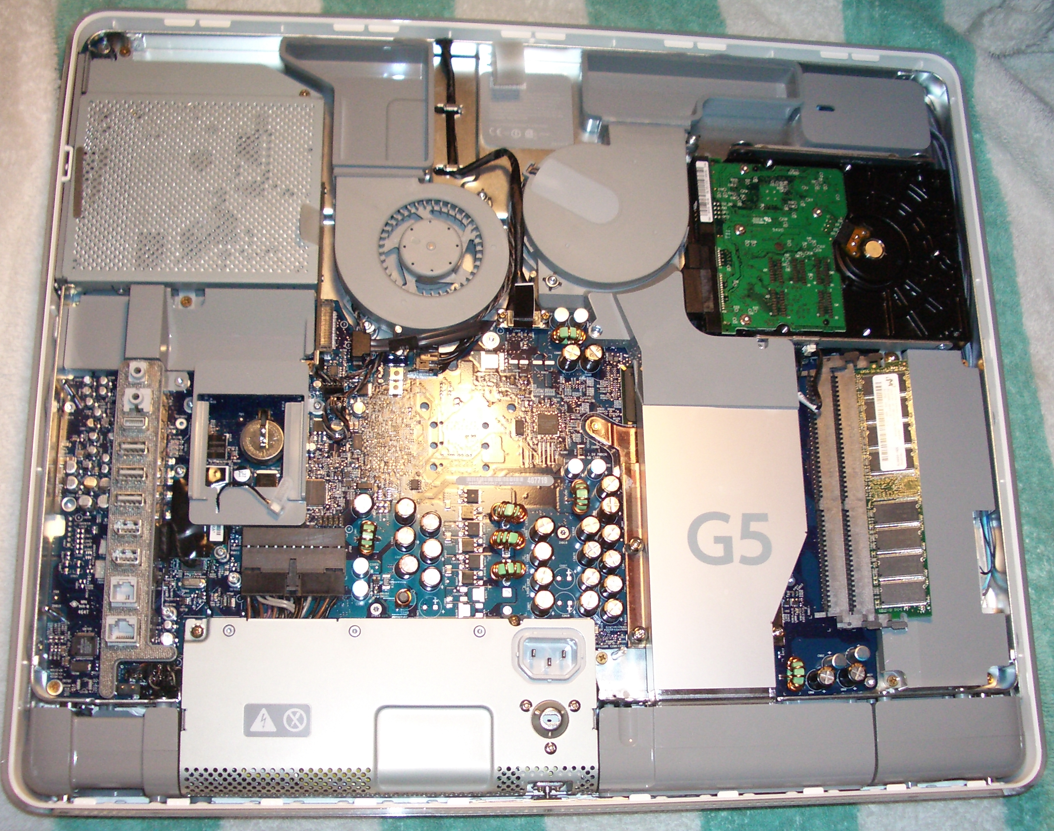
Dins d'un iMac G5 Rev. B

### iMac G5
- 31 d'agost de 2004 — Apple llança tota la nova línia d'iMacs,[2] amb la pantalla LCD (17 o 20 polzades panoràmiques) i l'ordinador (incloent la font d'alimentació) en un encapsulat de panell prim de 2" d'ample. Especificacions:
  - Un processador PowerPC G5 a 1.6 o 1.8 GHz
  - Disc dur Serial ATA (ATA al model educatiu)
  - Unitat Gràfica de Processament (GPU) nVidia GeForce FX 5200 Ultra
  - USB 2.0 i FireWire 400
  - Port de xarxa 10/100BASE-T
  - Mòdem V.92
  - Port de sortida de vídeo, connector d'entrada d'àudio analògic, i connector de sortida d'àudio combinat analògic/mini-TOSLINK (Com el de les unitats AirPort Express)

L'encapsulat està suspès amb un braç d'alumini per sobre de la taula que pot ser substituït per una placa de muntatge VESA, permetent a la unitat ser muntada utilitzant un muntatge VESA estàndard. Apple proclama que és l'ordinador més prim del mercat. L'iMac G5 està disponible en tres configuracions (17", 1.6 GHz és M9363LL/A; 17", 1.8 GHz és M9249LL/A; 20", 1.8 GHz és M9250LL/A) més un model només disponible pel món de l'educació que no disposa d'unitat òptica, ni mòdem, i un sistema de gràfics més modest, la GeForce MX4000.
Aquí Arxivat 2011-09-27 a Wayback Machine. Campanya publicitària.

### iMac G5 (Sensor de llum ambiental)
- 3 de maig de 2005 — Apple llança "Rev. B", o la línia amb "Sensor de llum ambiental" (El nom fa referència al nou sensor de llum que es troba a la part inferior dels iMacs que ajusta l'abrillantament quan es pitja la tecla d'adormiment, o bé d'acord amb la intensitat de la llum ambiental).
  - El model d'entrada és ara de 17", 1.8 GHz (M9843LL/A).
  - El model mitjà té 17", 2.0 GHz (M9844LL/A).
  - El model superior té 20", 2.0 GHz (M9845LL/A). Tots els models utilitzen el PowerPC 970FX, refabricat a 90 nm.
  - Característica per a tots els models ara 512 MB de RAM estàndard DDR-400;
  - La capacitat del disc dur és incrementada a 250 GB al model superior, amb l'opció de 400GB.
  - Actualitzacions opcionals ara inclouen unitat SuperDrive de doble-capa 8×. AirPort Extreme sense fils, característica nova per a tots el models, Bluetooth 2.0+EDR, i xip de gràfics ATI Radeon 9600 amb 128 MB de VRAM com a estàndard. També la interfície de xarxa 10/100 ha set actualitzada a Gigabit Ethernet. Tots els models són enviats amb iLife '05 i el nou Mac OS X v10.4 Tiger.

### iMac G5 (iSight)
- 12 d'octubre de 2005 — A l'event "One More Thing", Apple va llançar el nou iMac G5 (la "Rev. C", o la línia "iSight"); amb un monitor de 17" corrent a 1.9 GHz (MA063L/A) i un mòdel amb monitor de 20" corrent a 2.1 GHz (MA064L/A) amb:
  - Càmera integrada USB 2.0 iSight
  - Un comandament a distància anomenat Apple Remote
  - Configuració de disposició de ports en horitzontal en lloc de vertical.
  - Panell pla de 3.8-cm (1.5") d'ample
  - 512 MB PC2-4200 (533MHz) DDR2; ampliables a un total de 2.5 GB
  - Ranura de càrrega 8x; SuperDrive de doble-capa (DVD+R DL/DVD±RW/CD-RW)
  - Mighty Mouse
  - Xip gràfic PCI-Express ATI Radeon X600 (Pro pel model de 17" i XT pel model de 20") amb 128 MB DDR VRAM
  - Programari integrat de centre multimèdia anomenat Front Row
  - Nota: el mòdem V.92 va ser tret i ara està disponible com Apple USB Modem. El mòdem USB està disponible al lloc web Apple Store i també als Apple retail stores.